# Serifopoúla
Serifopoúla, en grec moderne : Σεριφοπούλα, est une île inhabitée au large de l'île de Sérifos, dans les Cyclades en Grèce.